# ハイパースペース

ハイパースペース航行は、しばしば見る者に向かって筋を描く星原として描かれる。このような視覚効果は1974年の映画『ダーク・スター』で初めて使われ、映画上の描写として人気を博した。

ハイパースペース（英:hyperspace）、ヌルスペース（英:nulspace）、亜空間（英:subspace）とは、サイエンス・フィクションにおける想像上の概念である。高次元、並行宇宙、そして超光速恒星間航行の方法に関連していることが多い。
元来、ハイパースペースは単に高次元の空間の同義語であった。この用法は19世紀の教科書:404:94 において普遍的であり、現在でも学術書や一般向けサイエンス書（例えば、『ハイパースペース』(1994年):238–239など）で時折見られる。1931年にアメージング・ストーリーズ季刊で初めてサイエンス・フィクションにおける用例が生まれ、わずか数十年以内にサイエンス・フィクションで最も人気のある用語の一つとなった。人気の一因として、アイザック・アシモフやE・C・タブなどの作家の作品や、『スター・ウォーズ』などの有名フランチャイズでの使用が挙げられる。ハイパースペースは、ヌルスペース（nulspace）、亜空間（subspace）、オーバースペース（overspace）、ジャンプ空間（jumpspace）などの名称でも呼ばれる。
この概念がSFで人気を博している主な原因は、ハイパースペースという概念の導入によって、通常の物理空間では不可能な「光速を超える移動」を、作家が設定の破綻なく作品に登場させることができたからである。多くの作品で、ハイパースペースは高次元とされており、経由することで三次元空間の形状を歪ませ、遠く離れた地点を互いに近づけることができると描写されている。これはワームホールの概念に似ている。あるいは、（物理法則の違いなどにより）ショートカットを可能にする並行宇宙として描かれることもある。通常、ハイパースペースは「ハイパードライブ」と呼ばれる装置を介して侵入・移動でき、このプロセスは「ジャンプ」として知られている。その動作原理の説明にはしばしば「それっぽい科学（rubber science）」が用いられる。
多くのSF作品で、ハイパースペースは現代の物理法則で不可能とされている「超光速航行」を可能にする便利な小道具として使われている。一方、ハイパースペースが物語の中心的な要素となっている作品も存在する。ハイパースペースは恒星間航行の文脈で最も頻繁に使用されるが、稀ながら、ハイパースペースの住人、エネルギー源としてのハイパースペース、さらには死後の世界としてのハイパースペースなど、他の部分に焦点を当てた作品も存在する。

## 定義

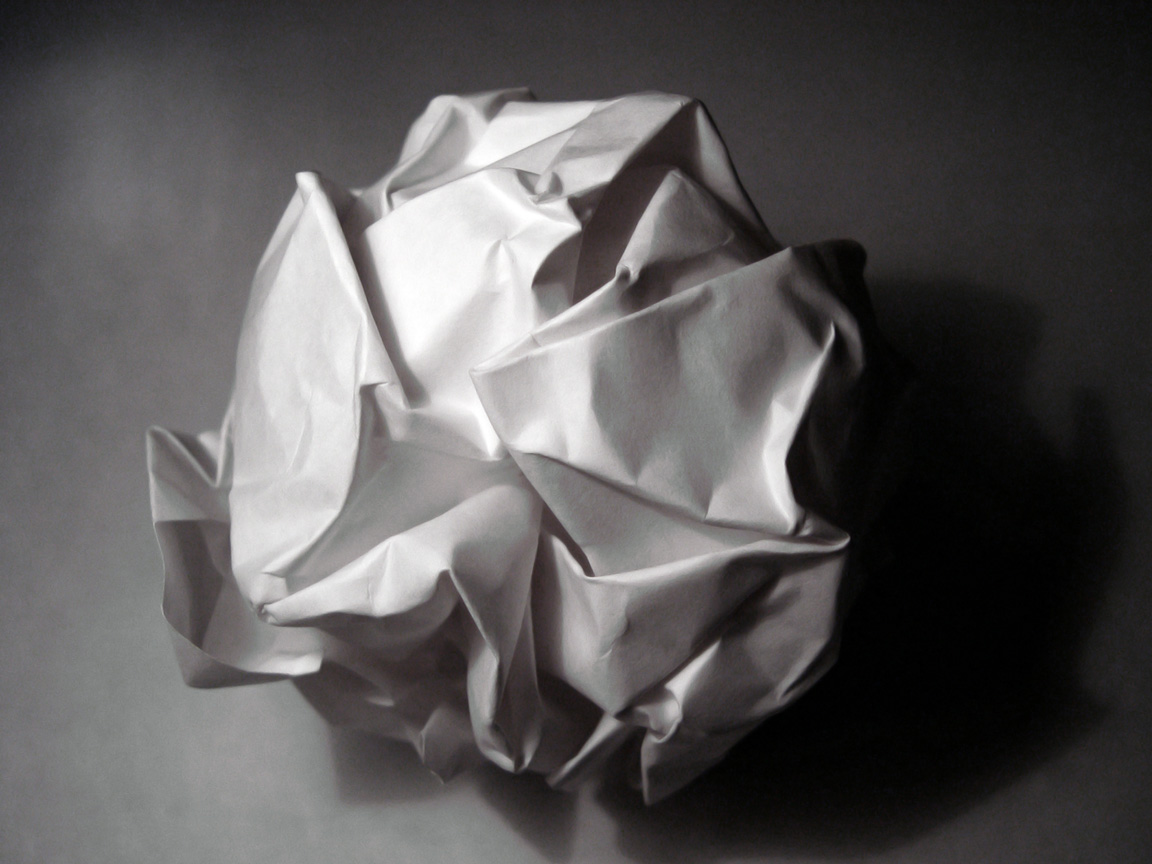
くしゃくしゃにされた紙。2次元の物体を3次元に歪ませることで、表面上で離れている点を互いに近づけたり、接触させたりできる好例。

ハイパースペースの定義はー広大な宇宙空間を、ある種のショートカットを通って迅速に移動できるーという大前提に基づいている。このショートカットについて合理的な説明を与えるため、大別して二種類の解釈、「折りたたみ」タイプと「マッピング」タイプが存在する。
「折りたたみ」タイプでは、ハイパースペースは高次元の場所であり、経由することで我々の三次元空間の形状を歪ませ、遠く離れた地点を互いに近づけることができるとされている。ロバート・A・ハインラインの『スターマン・ジョーンズ』（1953年）で広まった一般的な例えとして、「二次元の紙や布を三次元で折りたたむことで、かけ離れた点を接触させることができる」がある。
「マッピング」タイプでは、ハイパースペースは我々の宇宙よりもはるかに小さい（必ずしも同じ形状であるとは限らない）並行宇宙であり、通常の空間のある場所に対応する点から入り、通常の空間の別の場所に対応する別の点から出ていくことで、通常の空間での移動よりもはるかに短い距離を移動するだけで済むとされている。『The Science in Science Fiction』では、この説明を「世界地図上の現在地に潜り込み、地図上で別の大陸まで歩き、地図から現実に戻るととまったく違う場所にいる」ことに似ているとした。ボブ・ショーの『Night Walk』(1967年）で指摘されているように、ハイパースペースの「地図」は非常に複雑な形状をしている可能性がある:72–73:175:404。
ハイパースペースは一般的に、現在の主流科学、特に相対性理論とは相容れない架空の概念とみなされている:72–73。一部のサイエンス・フィクション作家は、この概念をあたかも科学的な「それっぽい科学（rubber science）」で説明しようと試みた。しかし他の作家にとっては、ハイパースペースは単に既知の物理法則で禁止された超光速移動を作品の中で使えるようにする便利なマクガフィンに過ぎない:74–76:72–73:404。

### 術語
ハイパースペースに侵入するための装置として、よく「ハイパードライブ（hyperdrive）」の名前が使用され:94、ハイパースペースを使用して航行することは一般的に「ジャンプ（jumping）」と称される。（例：本船は今からハイパースペースジャンプを行います）:75
類似の用語（例えば、イマジナリースペース、ジャーネル・インタースプリット、ジャンプ空間、メガフロー、N空間、ヌル空間、スリップストリーム、オーバースペース、Q空間、亜空間、タウ空間など）が様々な作家によって使用されてきたが、ハイパースペースに匹敵するほどの認知度を得たものは他にない:238–239:75:404:156。  一部の作品では複数の同義語が使用されていることもある。例えば、『スタートレック』シリーズで「ハイパースペース」という用語は1988年の『新スタートレック』のエピソード「宇宙戦士への道」（原題："Coming of Age"）:353 劇中で一度のみ短く使用されたのみで、亜空間（sub-space）、トランンスワープ（trans warp）、プロトワープ（proto warp）など、関連する一連の用語がはるかに頻繁に使用されていた。ちなみに、スタートレックの劇中の星間移動のほとんどはワープドライブを使用して行われる(pp238–239)。ハイパースペース航法はワームホールやテレポートとの類似性についても頻繁に議論されており、これらを類似した概念とみなす作家もいれば、まったくの別物とする作家もいる:85(pp2):265–266。

## 沿革

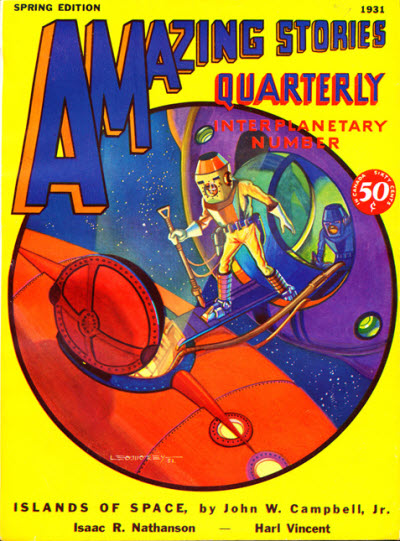
フィクションにおけるハイパースペースへの最古の言及は、アメージング・ストーリーズ季刊などの雑誌に掲載されたものである。（画像はジョン・W・キャンベルの『宇宙の島』を特集した1931年春号）。

「ハイパースペース」という用語は20世紀初頭に初めてSFで使用され、数十年の時の内に恒星間航行物SFで普遍的に見られるようになった。カーク・ミドウクロフト（Kirk Meadowcroft）の「The Invisible Bubble」（1928年）とジョン・キャンベルの『Islands of Space』（1931年）には、ハイパースペースに関する初期の言及が含まれていた。キャンベルの作品はサイエンス・フィクション雑誌『アメージング・ストーリーズ季刊』に掲載されたもので、彼が宇宙航行の文脈でこの用語を最初に使用した作家である可能性が高い:72–73:238–239 。『Historical Dictionary of Science Fiction』によると、「ハイパードライブ」という言葉の最初の使用例は1946年の『Thrilling Wonder Stories』に掲載されたマレイ・ラインスターの物語「The Manless Worlds」のプレビュー記事で使われたものであるという。
ハイパースペースを扱った初期の作品としては、ネルソン・ボンドの『The Scientific Pioneer Returns』（1940年）も挙げられる:238–239。 アイザック・アシモフの『ファウンデーション』シリーズも1942年に『Astounding』誌で連載を開始し、「超原子ドライブ」を用いたハイパースペース航行が普及している銀河帝国の描写がなされた:100。『ファウンデーション』（1951年）では、ハイパースペースは「…想像を絶する領域であり、空間でも時間でも、物質でもエネルギーでも、何物かでも無でもなく、人は一瞬で銀河の長さを横断することができる」と説明されている:5。E.C.タブは、ハイパースペースの設定の発展において重要な役割を果たしたと評価されている。彼は1950年代初頭に、ハイパースペースを介して宇宙航行が行われる数多くのスペースオペラを書いた。彼はまた、ハイパースペースを単に超光速宇宙航行を可能にする便利な背景装置としてではなく、プロットの中心的な部分として扱った最初の作家の一人でもある。:75。
1963年、フィリップ・ハーボトルはハイパースペースをSFの「定着物（a fixture）」と呼んだ。1977年には、ブライアン・アッシュが『The Visual Encyclopedia of Science Fiction』の中で、ハイパースペースが最も人気のある超光速航法の手段になったと書いている。:75この概念はその後、『スター・ウォーズ』シリーズでの使用を通してさらに広く知られるようになった。
1974年の映画『ダーク・スター』では、特殊効果デザイナーのダン・オバノンは、ハイパースペースへの侵入の描写として「宇宙の星原がカメラに向かって急速に接近している」ように見える視覚効果を作成した。これは映画史上で初めて宇宙船がハイパースペースジャンプする様子を描写したものとされている。同じ効果は後に『スター・ウォーズ』（1977年）で採用され、この「星の筋」は『スター・ウォーズ』シリーズの視覚的な定番の一つとされている:115:189。

## 特徴
ハイパースペースはよく、人間にとって理解しがたい、混沌とした空間として描かれる。ほぼ全ての登場例において、ハイパースペースは不快な感覚を引き起こすものとされている。例えばハイパースペースへの侵入や離脱は吐き気などの症状を引き起こす可能性があり、作品によっては催眠的であったり、人の正気を損なうほど危険ともされる:238–239:405。ハイパースペースの外観は、しばしば読者の想像に委ねられるか、「渦巻く灰色の霧（a swirling gray mist）」として描写される:75。一部の作品において、ハイパースペースは完全な暗闇とされている:405。これには例外もあり、例えばジョン・ラッセル・ファーンの『Waters of Eternity』（1953年）では、ハイパースペースから通常の空間を観察できる描写がある。
多くの作品において、ハイパースペースは危険で油断のならない場所であり、予め設定されたコースから逸脱すると破滅的な結果を招く可能性がある。フレデリック・ポールの『The Mapmakers』（1955年）では、航行ナビゲーションのエラーとハイパースペースの危険性が主なテーマであり:72–73:75 、K・ヒューストン・ブルナーの『Fiery Pillar』（1955年）では、宇宙船が地球内部にジャンプしてしまい、壊滅的な爆発を引き起こした:75。一部の作品では、ハイパースペースの移動や航行には、特殊な装置のほかにすべての乗組員、少なくとも航海士の肉体的または精神的な改造が必要となる。このような設定は、フランク・ハーバートの『デューン』（1965年）、マイケル・ムアコックの『The Sundered Worlds』（1966年）、ヴォンダ・マッキンタイアの『Aztecs』（1977年）、デヴィッド・ブリンの『The Warm Space』（1985年）などに見られる。
ハイパースペースは主にサイエンス・フィクションで用いられているが、異なる世界や次元間の移動を扱う一部のファンタジー作品にもハイパースペースのような概念が存在する。ファンタジー作品では通常、ハイパースペース航行は乗り物ではなくポータルを通して行われ、科学的な装置より魔法がよく使われる:405。

## 使用例
ハイパースペースは主に高速な宇宙航行の手段として用いられているが、一部の作家はハイパースペースの概念をより想像力豊かな方法で応用したり、物語の中心的な要素として登場させたりしている:72–73。アーサー・クラークの「エラー」（1950年）では、男性が「ハイパースペース」との短い偶発的な接触によって体内のタンパク質構造が反転された(p177)。ロバート・A・ハインラインの『栄光の道』（1963年）とロバート・シルヴァーバーグの「夜の翼」（1968年）では、ハイパースペースは貯蔵のために使用されている:405。一般的なハイパースペースと全く違う性質を備えたものもあり、ジョージ・R・R・マーティンの『FTA』（1974年）では、ハイパースペース航行は通常空間での航行よりも時間がかかり、ジョン・E・スティスの『Redshift rendezvous』（1990年）では、ハイパースペース内では速度が低ければ低いほど相対論的効果が現れる:72–73:238–239。 
ハイパースペースは航行中の艦船などを除いて、一般的に無人の場所とされている。例外もあり、初期のものとしてはE・C・タブの『Dynasty of Doom』（1953年）、ジョン・ラッセル・ファーンの『Waters of Eternity』（1953年）、クリストファー・グリムの『Someone to Watch Over Me』（1959年）が挙げられ、これらの作品にはハイパースペースの住人が登場する:238–239:75。ミルトン・スミスの『The Mystery of Element 117』（1949年）では、地球で既に死んだ人々が住む「ハイパースペースの超平面（hyperplane of hyperspace）」への窓が開かれ、(p181) 同様に、ボブ・ショーの『永遠の宮殿』（1969年）では、ハイパースペースは死後の世界の一形態であり、死後の人間の精神と記憶がそこに存在する:405。一部の作品では、ハイパースペースは非常に危険なエネルギー源であり、取り扱いを誤ると全世界を破壊する恐れがある（例えば、1937年のイアンド・バインダーの『The Time Contractor』や1942年のアルフレッド・ベスターの「指の一押し（The push of a finger）」）:238–239。ハイパースペース航行や空間折り畳みの概念は、宇宙航行以外のテーマでも使用されることがある。例えば、スティーブン・キングの短編小説「ミセス・トッドの近道」では、ハイパースペースは老婦人が二つの都市間を移動する際の近道として利用されている:85。
多くの作品において、宇宙船は惑星や恒星など大きな質量を持った物体の近くでハイパースペースに出入りすることができない。つまり、宇宙船は太陽系の外縁に到達するまでハイパースペース航行が使用不可であり、星系内の移動にはには他の推進手段を使用する必要がある:76。 他の作品では、ハイパースペースと通常の空間をつなぐポータル（ジャンプポイントと呼ばれることもある）を開くためには膨大なエネルギーが必要となる。この設定により、ハイパースペースへのアクセスは非常に大きな宇宙船、または固定位置に設置された「ジャンプゲート」を通じての利用に限定される。例としてバビロン5のジャンプ技術や、アーサー・C・クラークの『2001年宇宙の旅』（1968年）のスターゲートがある:404。 ハイパースペースそのものと同様に、制限が設けられる原因は往々として適当なものであるが、それらの存在自体は物語において重要である場合が多い:74–76:554 。SF作家のラリー・ニーヴンは、この状況に関する彼の意見を『N-Space』で発表した。彼によると、制限のないFTL技術を物語に導入すると「英雄や悪役が何でもできるようになる」:554。ハイパースペースの制限を設けて宇宙船が現れる場所を限定したり、出現場所の予測をしやすくしたりすることで、紛争が起きている惑星や宇宙ステーションなどで頻繁に遭遇させることが可能になり、物語的に満足のいく戦闘や対峙を演出できる。一方、ハイパースペースの制限を減らすと、宇宙船のパイロットが撃沈を避けるために戦闘中にハイパースペースに逃走するなど、「劇的な脱出」をしでかす可能性が生まれる:557。1999年、SF作家のジェームズ・P・ホーガンは、ハイパースペースは「魅力的で、世界を変える、奇跡のような」アイテムとしてではなく、物語の辻褄を合わせる小道具として扱われることが多く、ハイパースペースがどのように発見され、そのような発見がその後世界をどのように変えたかを議論する作品はほとんどないと書いた:107–108。

## 関連文書
- Pickover, Clifford A. (17 May 2001) (英語). Surfing through Hyperspace: Understanding Higher Universes in Six Easy Lessons. Oxford University Press. ISBN 978-0-19-992381-6